# Hedychium stenopetalum
Hedychium stenopetalum là một loài thực vật có hoa trong họ Gừng. Loài này được Lodd. mô tả khoa học đầu tiên năm 1833.